# أوسكار دي ماركوس
أوسكار دي ماركوس أرانا (بالإسبانية: Óscar de Marcos Arana) (مواليد 14 أبريل 1989 في لاغوارديا - إسبانيا) هو لاعب كرة قدم إسباني سابق سبق وأن لعب لصالح نادي أثلتيك بلباو في مركز الوسط و‌الظهير.

## روابط خارجية
- أوسكار دي ماركوس على موقع الاتحاد الدولي (مؤرشف)  (الإنجليزية)
- أوسكار دي ماركوس على موقع الاتحاد الأوربي (الإنجليزية)
- أوسكار دي ماركوس على موقع قاعدة بيانات كرة القدم.إي يو (الإنجليزية)
- أوسكار دي ماركوس على موقع Soccerbase.com (لاعب) (الإنجليزية)
- أوسكار دي ماركوس على موقع Soccerway.com (الإنجليزية)
- أوسكار دي ماركوس على موقع عالم كرة القدم.نت (الإنجليزية)
- أوسكار دي ماركوس على موقع AS.com (الإسبانية)